# Medicago tenoreana
Medicago tenoreana là một loài thực vật có hoa trong họ Đậu. Loài này được Ser. miêu tả khoa học đầu tiên.

## Hình ảnh

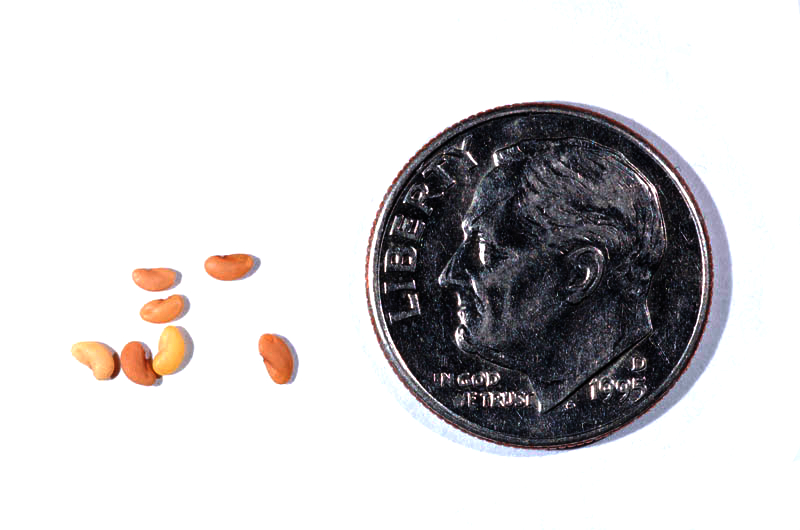